# John Obiero Nyagarama
Nyagarama (Nyakemincha, Nyamira, 1946 - 18 de diciembre de 2020) formalmente conocido como John Obiero Nyagarama, fue un profesor y político keniano, considerado el primer gobernador del condado de Nyamira. Fue miembro del Movimiento Democrático Orange por el cual fue elegido en marzo de 2013, y posteriormente retuvo su escaño para un segundo mandato a partir de agosto de 2017.

## Biografía
Nyagarama nació en Nyakemincha, Nyamira, en 1946. Recibió su educación primaria en la escuela primaria Nyakemincha en el distrito electoral de West Mugirango. Sus niveles O se tomaron en la escuela Maseno y sus niveles A en la escuela secundaria Kisii. Luego asistió a la Universidad de Nairobi, donde obtuvo una licenciatura en literatura.

### Trayectoria profesional

Nyamira County, Kenya

Después de graduarse de la Universidad de Nairobi, Nyagarama trabajó como profesor en Nduru Boys Secondary School de 1975 a 1976. Luego trabajo en Nyanshiongo Boys High School hasta 1978, cuando se trasladó a Menyenya High School. Fue uno de los primeros en trabajar allí y permaneció durante un período de cuatro años. Más tarde dejó de enseñar y comenzó a cultivar, centrándose en la producción de té. Se unió a la Agencia de Desarrollo del Té de Kenia (KTDA) como aprendiz de administración y finalmente se convirtió en gerente en varias sucursales de KTDA en todo el país. Fue director gerente de la fábrica privada de té Sotik desde 1991 a 1992.
Dejando el cultivo de té, Nyagarama se unió a Touchline Press Limited, una empresa editorial privada, como su director ejecutivo, antes de establecer una empresa de exportación de té en la región Keniana de Mombasa en 1993. En 1994, fue elegido para formar parte de la junta de la KTDA como un director que representa las zonas de té de Marani, en el condado de Kisii , y ciertos centros dentro del condado de Nyamira. Continuó desempeñando varios cargos para la KTDA de 1994 a 2013. También se desempeñó como presidente de Kenya Tea Packers Limited (KETEPA) entre 1996 y 2002, y fue uno de los fundadores de Chai Trading Company en 2011, siendo presidente hasta su renuncia en 2013 para seguir su carrera en la política.

### Carrera política
Nyagarama se postuló para la sede parlamentaria del distrito electoral de West Mugirango, en el condado de Nyamira, durante las elecciones generales de diciembre de 2007, pero no tuvo éxito. El 4 de marzo de 2013 se convirtió en candidato a la gobernación del condado de Nyamira, postulándose en la boleta del Movimiento Democrático Naranja, con el cual ganó. Tomó posesión de su cargo el 27 de marzo de 2013. En agosto de 2017, ganó un segundo mandato en una reñida carrera contra James Gesami y Walter Nyambati, este último exmiembro del Parlamento de Kitutu Chache.

### Fallecimiento
El 15 de diciembre de 2020 fue puesto en soporte vital en el Hospital de Nairobi después de dar positivo por COVID-19 y sufrir múltiples fallas pulmonares. Tres días después, el 18 de diciembre, murió de COVID, siendo su cargo sucedido por el vicegobernador, Amos Nyaribo.

## Gobernador del condado de Nyamira
Como gobernador del condado de Nyamira, con la aprobación de la Asamblea del condado de Nyamira, nombró a las siguientes personas en 2017:
- John Omanwa como miembro ejecutivo del condado de transporte, carreteras y obras públicas.
- Gladys Momanyi como miembro ejecutivo del condado para la educación y la formación profesional.
- Zablon Onchiri como miembro ejecutivo del condado para tierras, vivienda y planificación física.
- Samwel Maiko como miembro ejecutivo del condado de Medio Ambiente, Energía, Minería y Recursos Naturales.
- Peris N. Mong'are como miembro ejecutivo del condado de agricultura, ganadería y pesca.
- Douglas Bosire como miembro ejecutivo del condado para servicios de salud.